# Scordonia albofascia
Scordonia albofascia är en fjärilsart som beskrevs av Inoue 1970. Scordonia albofascia ingår i släktet Scordonia och familjen mätare. Inga underarter finns listade.